# Мехатроника

Мехатро́ника — область науки и техники, основанная на синергетическом объединении узлов точной механики с электронными, электротехническими и компьютерными компонентами, обеспечивающими проектирование и производство качественно новых механизмов, машин и систем с интеллектуальным управлением их функциональными движениями.

## Цели, задачи и методы

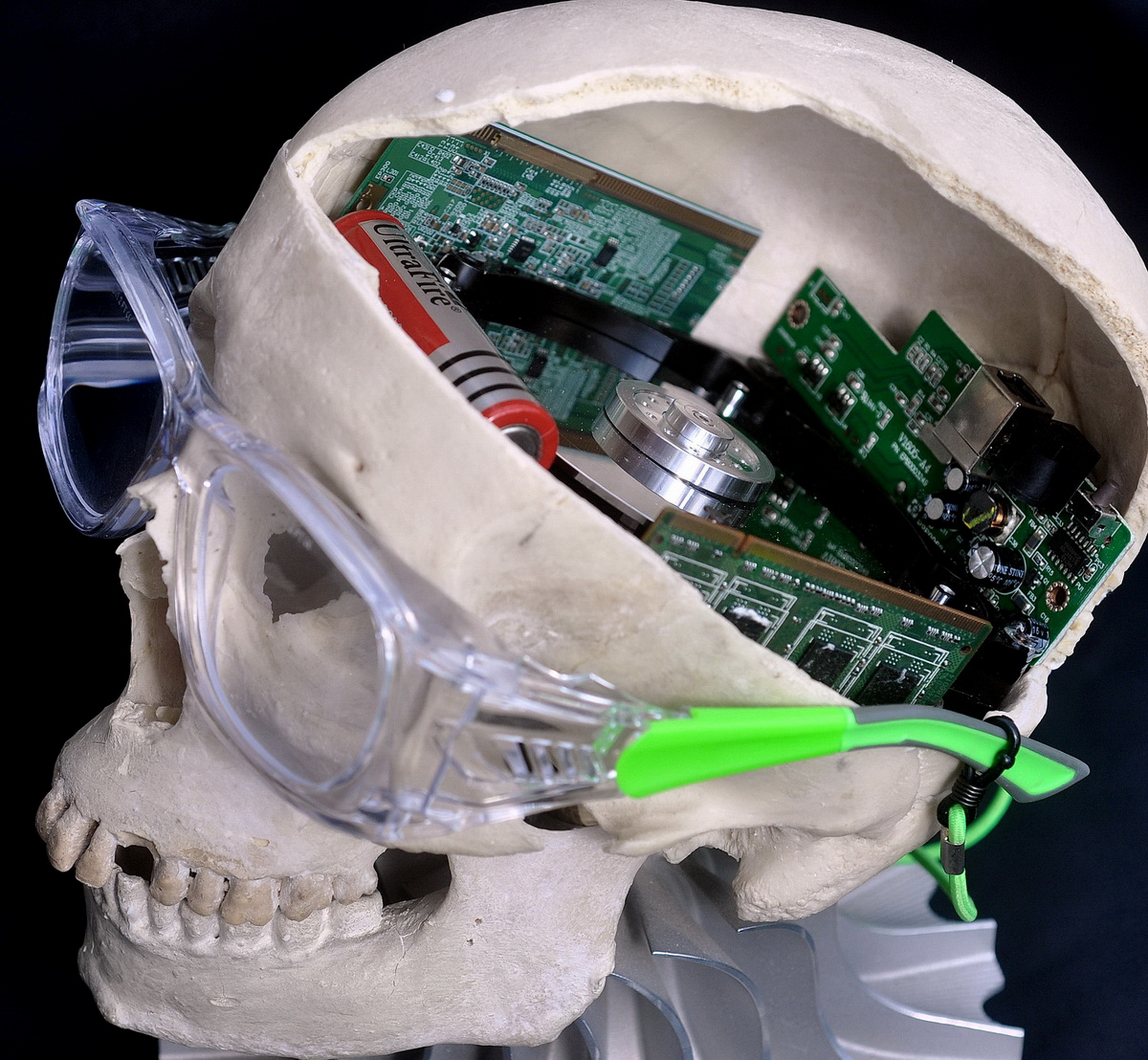
Антропоморфная реализация модуля робототехнической памяти (2014 год)

Развитие мехатроники осуществляется на базе объединения сведений из ряда разнородных и обособленных областей: прецизионной механики, электротехники, микроэлектроники, информационных технологий, силовой электроники и других научно-технических дисциплин. Считается, что результат их совместного использования можно назвать «истинно мехатронным» только тогда, когда его компоненты образуют систему, обладающую принципиально новыми свойствами, которых не наблюдается у составляющих её частей.
Основной целью мехатроники, как научно-технической дисциплины, является разработка принципиально новых функциональных узлов, блоков и модулей, реализующих двигательные функции, которые используются как основа для подвижных интеллектуальных машин и систем. В связи с этим, предметом мехатроники становятся технологические процессы проектирования и выпуска систем и машин, способных реализовать требуемый двигательный функционал. Методология, используемая в рамках мехатроники, опирается на взаимную интеграцию технологий, структурных элементов, информационных и энергетических процессов из целого перечня естественно-научных и инженерных направлений (информатики, точной механики, микроэлектроники, автоматического управления и т. п.), которые обладают различной физической природой и, все вместе, закладывают в основе мехатроники её междисциплинарную сущность. Таким образом, стремясь к системному подходу мехатроника воплощает в себе преодоление клaссического научного принципа декомпозиции.

## О термине
Начиная c 1930-х годов в некоторых зарубежных странах (см. департамент Drive Technology фирмы Siemens) и СССР для названия систем обеспечения требуемых движений посредством электричества применяется термин электрический привод (сокращенно электропривод).
С развитием электрических приводов и возможностей их применения в индустриально-производственных и транспортных системах, стала очевидна необходимость полной интеграции составляющих элементов электропривода: механики, электрических машин, силовой электроники, микропроцессорной техники и программного обеспечения для наиболее полного использования возможностей электропривода и обеспечения им прецизионного движения.
Так как наиболее полное развитие данные тенденции получили в Японии, а с термином «электрический привод» как самостоятельной технической системой там знакомы не были, для описания данных систем в Японии был введен термин «мехатроника».
Непосредственным автором является японец Тецуро Мори (Tetsuro Mori), старший инженер компании Yaskawa Electric, а сам термин появился в 1969 году.
Термин состоит из двух частей — «меха-», от слова механика, и «-троника», от слова электроника. Сначала данный термин был торговой маркой (зарегистрирована в 1972 году), но после его широкого распространения компания отказалась от его использования в качестве зарегистрированного торгового знака.
Из Японии мехатроника распространилась по всему миру. Из иностранных изданий термин «мехатроника» попал в Россию и стал широко известен.
Сейчас под мехатроникой понимают системы электропривода с исполнительными органами относительно небольшой мощности, обеспечивающие прецизионные движения и имеющие развитую систему управления. Сам термин «мехатроника» используется, прежде всего, для отделения от общепромышленных систем электропривода и подчеркивания особых требований к мехатронным системам.
Именно в таком смысле мехатроника как область техники известна в мире.

## Связанные понятия
Стандартное определение (1995):
Мехатронный модуль — это функционально и конструктивно самостоятельное изделие для реализации движений с взаимопроникновением и синергетической аппаратно-программной интеграцией составляющих его элементов, имеющих различную физическую природу.
К элементам различной физической природы относят механические, электротехнические, электронные, цифровые, пневматические, гидравлические, информационные и иные компоненты.
Мехатронная система — совокупность нескольких мехатронных модулей и узлов, синергетически связанных между собой, для выполнения конкретной функциональной задачи.
Обычно мехатронная система является объединением собственно электромеханических компонентов с силовой электроникой, которые управляются с помощью различных микроконтроллеров, ПК или других вычислительных устройств. При этом система в истинно мехатронном подходе, несмотря на использование стандартных компонентов, строится как можно более монолитно, конструкторы стараются объединить все части системы воедино без использования лишних интерфейсов между модулями. В частности, применяя встроенные непосредственно в микроконтроллеры АЦП, интеллектуальные силовые преобразователи и т. п. Это уменьшает массу и размеры системы, повышает её надёжность и дает некоторые другие преимущества. Любая система, управляющая группой приводов, может считаться мехатронной.
Иногда система содержит принципиально новые с конструкторской точки зрения узлы, такие как электромагнитные подвесы, заменяющие обычные подшипниковые узлы. Такие подвесы дороги и сложны в управлении и в России применяются редко (на 2005 г.). Одной из областей применения электромагнитных подвесов являются турбины, перекачивающие газ по трубопроводам. Обычные подшипники здесь плохи тем, что в смазку проникают газы — она теряет свои свойства.

## Мехатроника сегодня
Многие современные системы являются мехатронными или используют элементы мехатроники, поэтому постепенно мехатроника становится «наукой обо всём». Мехатроника применяется во многих отраслях и направлениях, например: робототехника, автомобильная, авиационная и космическая техника, медицинское и спортивное оборудование, бытовая техника, экзоскелеты

## Примеры мехатронных систем

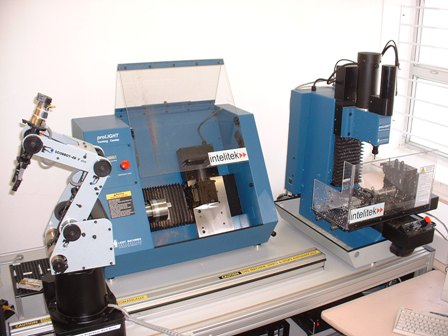
Учебная мехатронная система: учебный робот SCORBOT-ER 4u обслуживает настольные станки с ЧПУ

Типичная мехатронная система — тормозная система автомобиля с АБС (антиблокировочной системой).
Персональный компьютер также является мехатронной системой: ЭВМ содержит много мехатронных составляющих: жёсткие диски, оптические приводы.
- роботы
- станки c ЧПУ
- пневматическая почта
- экзоскелет